# 11916 Wiesloch
11916 Wiesloch è un asteroide della fascia principale. Scoperto nel 1992, presenta un'orbita caratterizzata da un semiasse maggiore pari a 2,3682578 UA e da un'eccentricità di 0,0657333, inclinata di 6,23219° rispetto all'eclittica.